# Mimudea holoxuthalis
Mimudea holoxuthalis là một loài bướm đêm trong họ Crambidae.